# Casco MICH

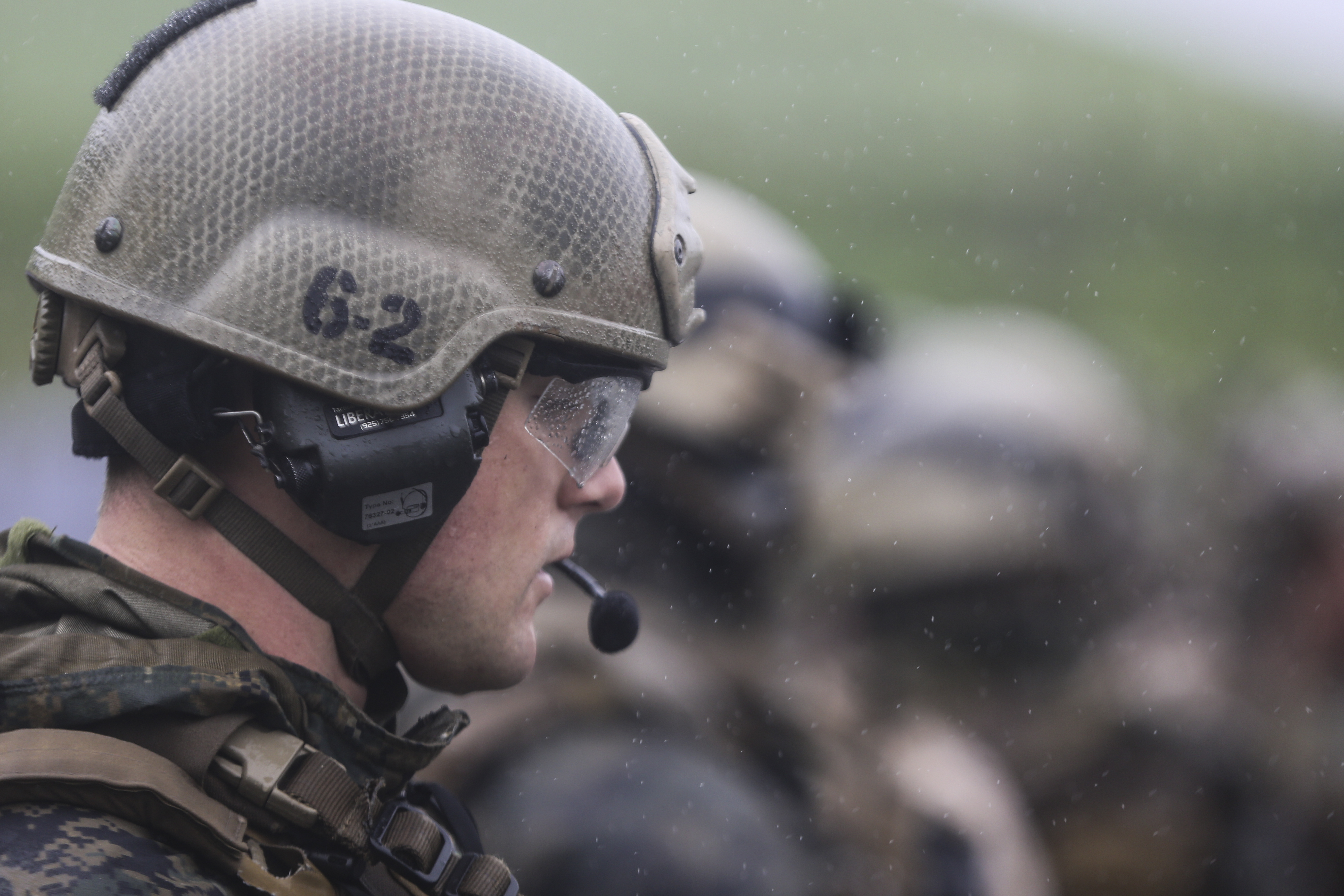
Comunicación integrada en el casco.

El Modular Integrated Communications Helmet (MICH, Casco Modular con Comunicación Integrada) es un casco de combate y uno de los varios usados por las Fuerzas Armadas de Estados Unidos. Fue desarrollado por Soldier Systems Center para ser la próxima generación de cascos de combate del Ejército de los Estados Unidos.

## Historia
El MICH fue originalmente parte de una serie de cascos de combate diseñados para el Mando de Operaciones Especiales del Ejército de los Estados Unidos, como reemplazo del casco PASGT y de los diversos cascos no balísticos para skateboarding y ciclismo usados por esas unidades. El desarrollo se realizó desde 1997 hasta que fue lanzado en 2001 por el Soldier Systems Centre del Ejército de los Estados Unidos.
La razón principal para el desarrollo del MICH fue debido a que los PASGT, robustos pero pesados, eran reemplazados por cascos livianos por operadores de fuerzas especiales debido a que son más ligeros, cómodos,  ajustados, y hechos de plástico, lo que facilita el montaje de accesorios, especialmente dispositivos de visión nocturna y auriculares de comunicación, sin ejercer demasiada presión sobre el cuello, o que requieran agujeros de perforación a través del kevlar para fijar soportes de montaje de visión nocturna, lo que compromete su capacidad de protección. Inevitablemente, los operadores sufrieron lesiones y muertes debido a llevar cascos de plástico completamente inadecuados al ambiente implacable del combate en espacios cerrados, especialmente la Batalla de Mogadiscio de 1993 donde al menos un operador de fuerzas especiales (SFC Shughart o MSGT Gordon) fue muerto supuestamente por un disparo de fusil en la cabeza. Aunque ningún casco balístico de la época (o incluso de la actualidad) podía proteger de un disparo de fusil en un combate en espacios cerrados, inspiró al ejército de los Estados Unidos a crear un casco nuevo para proteger mejor a las fuerzas especiales en misiones de acción directa mientras proporcionaba el peso y la modularidad que ellos deseaban y que los hiciera dejar de usar el PASGT en primer lugar.
En el casco RBR se proporcionó una solución inicial. Es difícil de encontrar información del mismo, pero parece derivar del casco SPECTRA francés; se parece mucho al canadiense CG634, que es un derivado del anterior. Mientras tanto, se estaba desarrollando un casco especialmente diseñado bajo el programa SPEAR, que finalmente produjo el MICH a fines de la década de 1990 y se ofreció en tres modelos para permitir la elección del operador para balancear la protección y el peso según sus preferencias y perfil de misión. Si bien no reemplazó por completo los cascos de plástico, los reemplazó casi por completo en misiones de acción directa donde era más probable que los operadores sufrieran lesiones en la cabeza por fragmentos, contusión o disparos. Inicialmente, fue utilizado casi exclusivamente por el SOCOM; sin embargo, el ejército de los Estados Unidos más tarde determinó que las mejoras presentadas por el MICH más ligero, de mayor calidad y sin borde, justificaban la distribución en toda la fuerza, y comenzó a brindar unidades al Ejército y a desarrollar el ACH como una solución más rentable para reequipar a todo el ejército. Hasta la fecha, el MICH y su derivado ACH han reemplazado al PASGT en el servicio activo del ejército de los Estados Unidos.
El MICH es usado en cierta medida por todas las ramas de las Fuerzas Armadas de los Estados Unidos. El Cuerpo de Marines de los Estados Unidos consideró el MICH durante su propia búsqueda de un reemplazo del PASGT, pero optó por adoptar un casco que conserva el perfil del mismo, conocido como el casco peso ligero (Lightweight Helmet), que incorpora mejoras en el MICH como el revestimiento y el sistema de correas. Los cascos MICH pueden ser adquiridos en Estados Unidos tanto por oficiales de la ley como civiles.

## Diseño

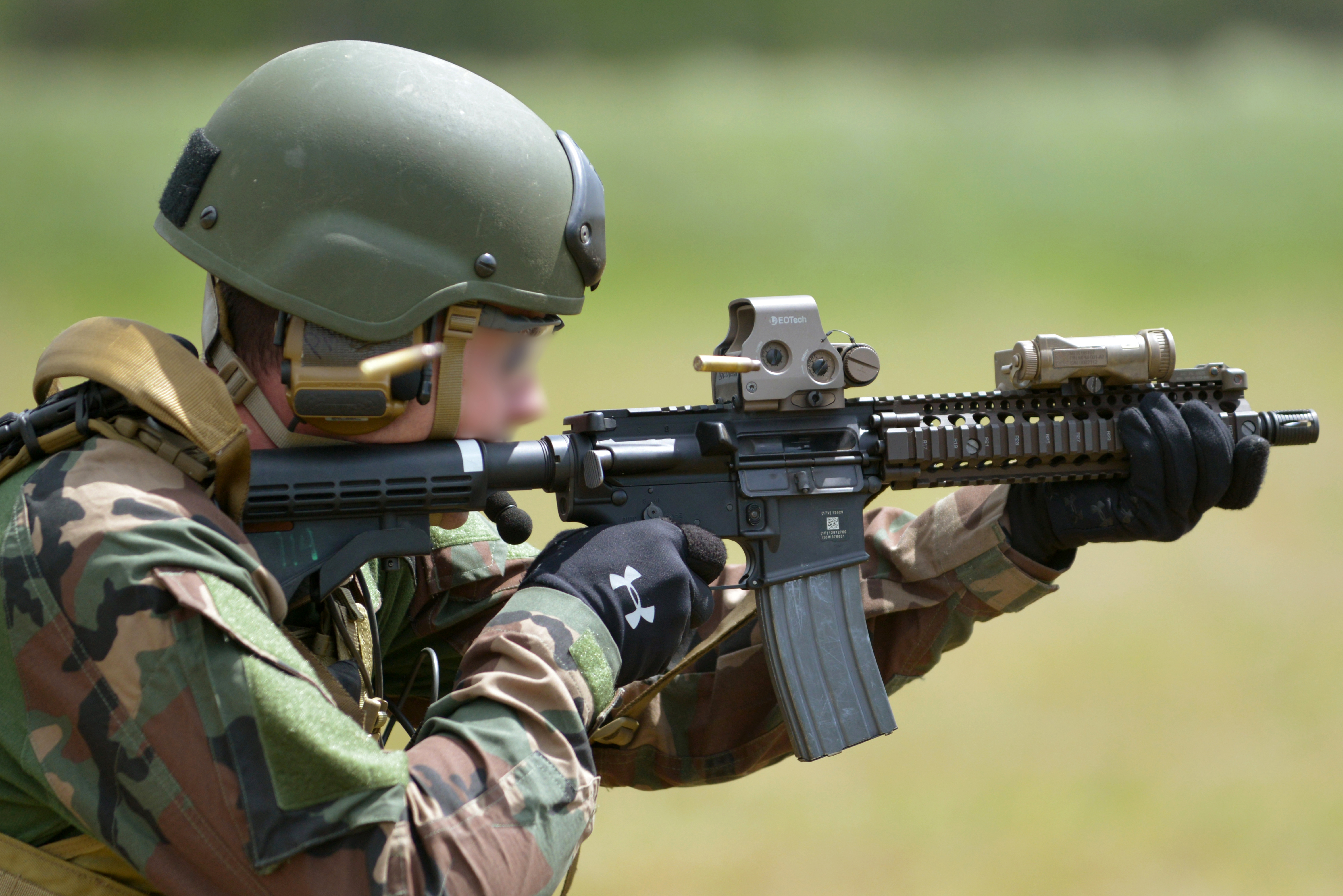
Un marine practica con una carabina M4 en el polígono de tiro del Grafenwoehr Training Area.

El MICH varía en peso desde aproximadamente 1,36 kg (tamaño mediano) a poco más de 1,6 kg (extra grande). Utiliza un tipo nuevo y más avanzado de kevlar y provee una mayor protección contra los disparos de pistola.
Un sistema de almohadillas y correas de cuatro puntos, similar a los cojines y correas que se encuentran en los cascos de patinaje y ciclismo anteriormente mencionados, reemplazan el sistema de sujeción de nailon, la banda para el sudor y el mentón encontrados en el casco PASGT. Estas mejoras proporcionan una mayor protección contra impactos y un mayor confort para el usuario. Se puede equipar con un soporte de montaje para un dispositivo de visión nocturna en la parte delantera, como AN/PVS-14 o AN/PVS-15, similar al del casco PASGT. También se puede equipar con un par de correas en la parte posterior para mantener las gafas protectoras en su lugar, así como fundas de tela para el casco en diferentes patrones de camuflaje, incluyendo M81 Woodland, desierto de tres colores, MARPAT, UCP, Crye MultiCam y negro sólido (para ser usado por equipos SWAT), entre muchos otros patrones disponibles comercialmente. Al igual que con su predecesor PASGT, el MICH se usa a menudo con una banda a su alrededor que presenta un par de parches "ojos de gato" en la parte posterior, algunos puramente reflectantes y otros ligeramente luminosos, destinados a evitar incidentes de fuego amigo.
El MICH también es un poco más pequeño que el PASGT, proporcionando un 8% menos de cobertura; esto se debe principalmente a la eliminación de la frente y la elevación de los lados hasta el punto de que el ala inferior detrás del lóbulo es "plana", en comparación con el perfil "curvado" del PASGT. Esto reduce el parte del peso y permite un menor obstrucción de la visión y protección del usuario, particularmente cuando se combina con el chaleco Interceptor. Anteriormente, los soldados se habían quejado de que el cuello alto del Interceptor combinado con la sujeción de dos puntos del mentón, empujaba la parte posterior del casco PASGT hacia adelante, moviendo el ala del casco sobre sus ojos cuando intentaban disparar desde una posición boca abajo, esto se solucionó con el MICH debido su perfil reducido y correa del mentón de cuatro puntos.

## Variantes

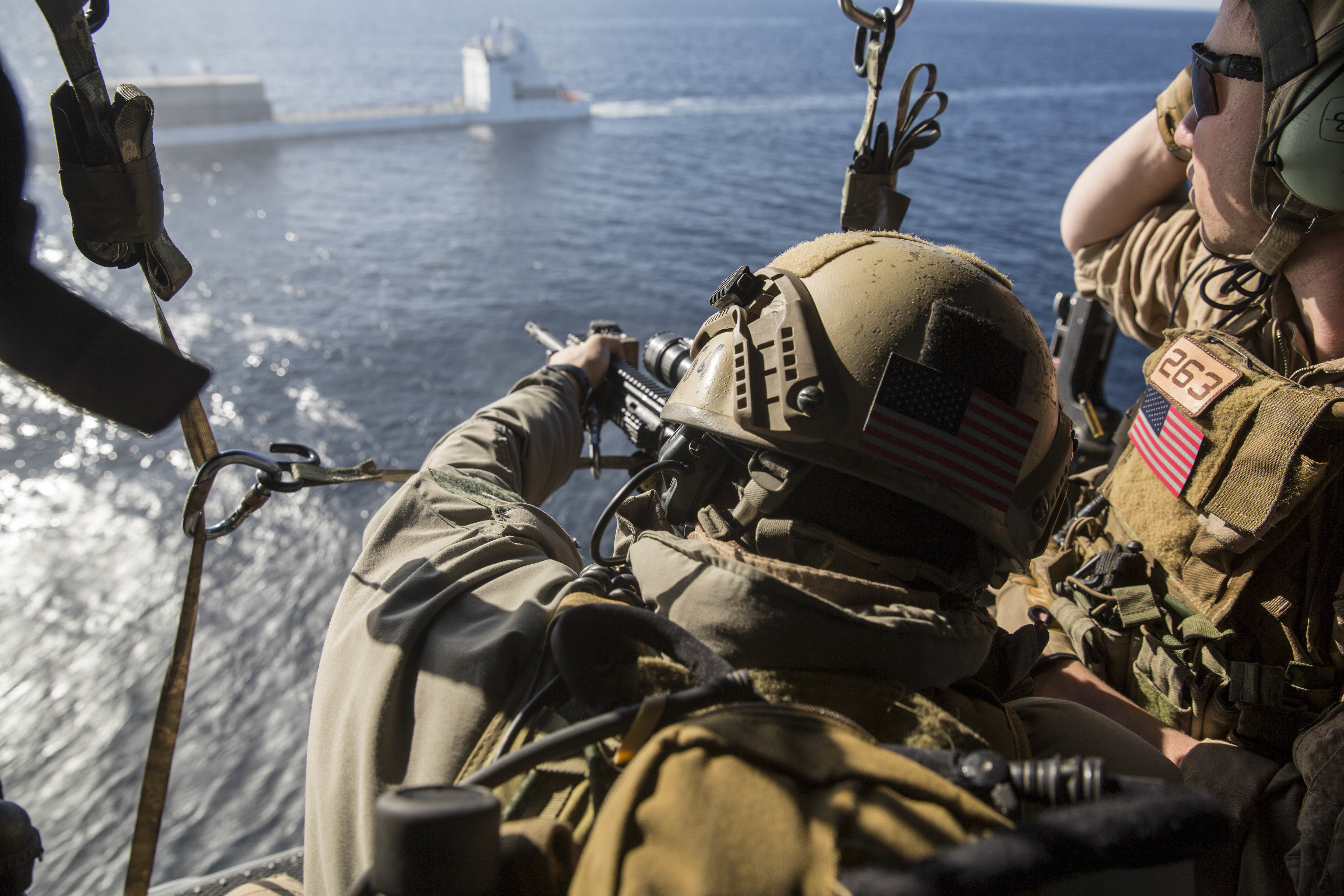
US Marines. Casco de elección TC-2000.

### MICH TC-2000
Una versión revisada del casco MICH, el cual tiene una correa de mentón de cuatro puntos y siete almohadillas en el interior.

### MICH TC-2001
El segundo corte, conocido como "corte alto", el cual elimina la protección de los oídos pero permite más opciones de auriculares, a costa de una menor protección lateral.

### MICH TC-2002
El tercer corte, conocido como "corte artillero", que aumenta el área alrededor de las orejas en aproximadamente 13 mm, lo que permite una gama más amplia de auriculares para ser utilizados y se aproxima al perfil de los «cascos de patineta» y de «cascos kayak» previamente utilizados por las fuerzas especiales.

### Advanced Combat Helmet
El Casco de Combate avanzado es un derivado del MICH en cuanto a diseño.

## Usuarios

### Actuales
- : Usado por las fuerzas especiales de Argelia.
- :Usado como casco del ejército regular y de las Compañías de comandos 601 y 602.
- :[cita requerida]
- : Usado por las fuerzas de operaciones especiales, copias hechas por STC Delta.[10]
- : Conocido por ser usado por el Korps Commandotroepen en Afganistán.[11]
- : Algunos cascos tipo MICH TC-2000/2001 usados por unidades del Mando de Operaciones Especiales de las Fuerzas del Cuerpo de Marines de los Estados Unidos junto al casco FAST[12] y por algunas unidades expedicionarias de Infantería de Marina[13] y de la Fuerza de Reconocimiento de la misma.[14] Usado por la Policía Militar de la Fuerza Aérea de Estados Unidos.[5] También tuvo uso limitado por los Rangers, SEAL de la Armada de Estados Unidos, Delta Force y Boinas Verdes.[15]
- : Algunos cascos MICH TC-2000 usados por el SAS y el Grupo de Apoyo de Fuerzas Especiales.[16]

### Antiguos
- : Es reemplazado en el servicio por el ACH en el Ejército de Estados Unidos y por el LWH en el USMC.[1]